# Thermische Bauteilaktivierung

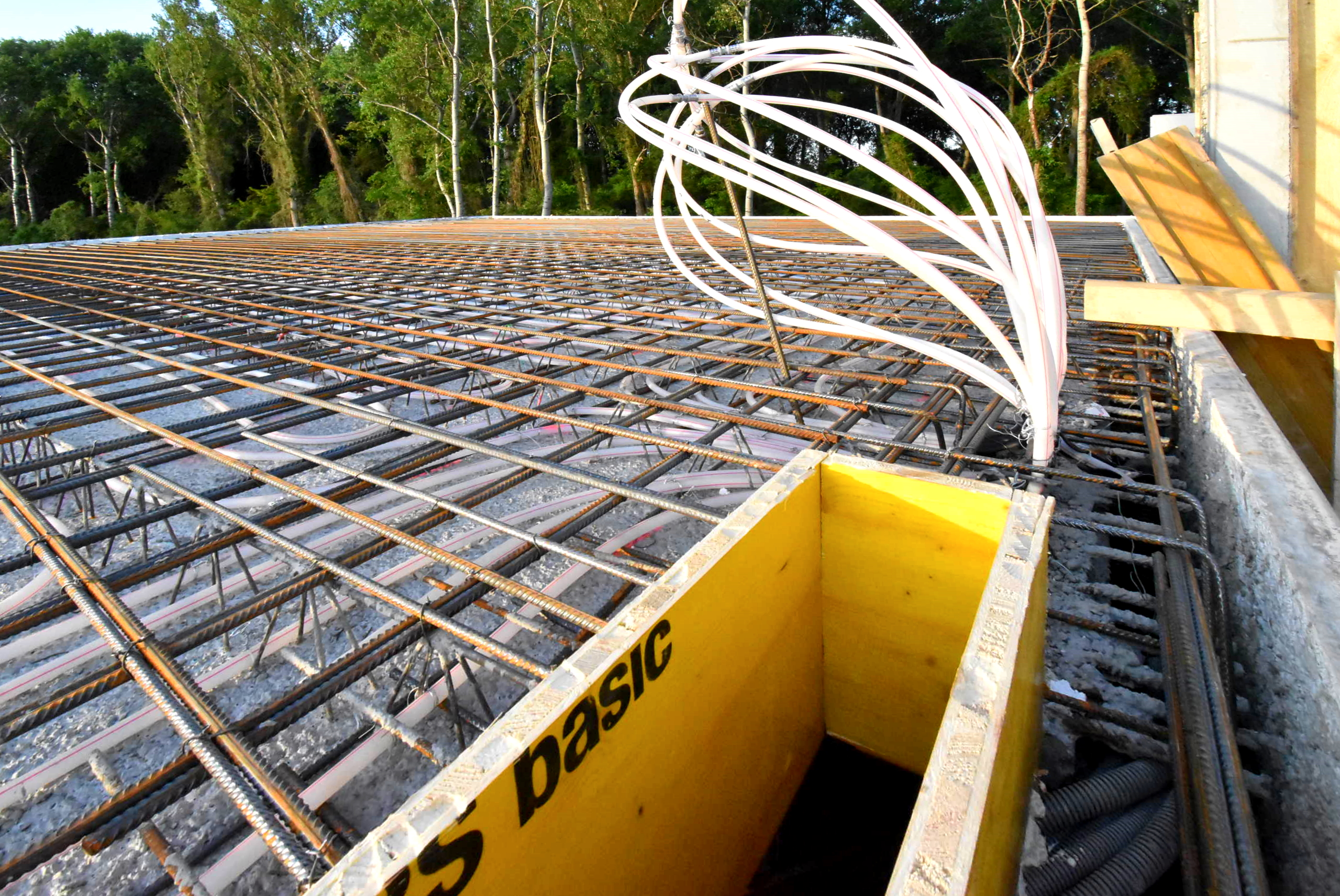
Verlegte Schläuche (Kunststoffrohre) der Bauteilaktivierung auf der Elementdecke; bereits mit Druckbewehrung überdeckt, mit Hochführung der Schläuche (rechts) durch die künftige Betondecke für den Anschluss an das Verteilsystem

Thermische Bauteilaktivierung oder Bauteiltemperierung ist ein Begriff aus der Klimatechnik und bezeichnet Systeme, welche die Gebäudemassen zur Temperaturregulierung nutzen. Diese Systeme werden zur alleinigen oder ergänzenden Kühlung eines Gebäudes sowie in geringerem Maße in manchen Fällen auch zur Beheizung verwendet. Ein solches System ist zum Beispiel die Thermoaktive Decke (TAD) (engl.: thermoactive ceiling) bzw. Kühldecke.
Varianten:
- Baukernaktivierung/ -temperierung, meist als Betonkernaktivierung/ -temperierung (BKT)
- oberflächennahe Bauteilaktivierung, meist als Deckenaktivierung bzw. Betonoberflächenaktivierung[1]

Als eine andere Form der Bauteilaktivierung können Erdwärmesonden in Form von Pfahlgründungen, sogenannte Energiepfähle, angesehen werden. Hierbei werden die Gründungspfähle eines Gebäudes mit Rohrschleifen versehen, über die sich dem Erdboden Wärme und Kälte entnehmen lässt. Je nach Grundwasser- und Bodenverhältnissen kann der Erdboden als saisonaler Energiespeicher genutzt werden.

## Prinzip
Vor dem Vergießen von Betondecken, -wänden oder Bohrpfählen werden Rohrleitungen in die Schalung bzw. das Bohrloch eingelegt. Meist werden hierzu Kunststoffrohre verwendet, gelegentlich in Form von Kapillarrohrmatten. Durch die Rohre fließt Wasser als Heiz- und Kühlmedium. Die durchflossene Massivdecke bzw. -wand wirkt als Speichermasse und kann eine gleichmäßige Temperierung des Gebäudes unterstützen. Im Falle der Pfahlgründung wird Wärmeenergie an das Erdreich abgegeben oder diesem entzogen.

## Funktion
Durch ungleiche Oberflächentemperaturen der in einem Raum vorhandenen Flächen ergeben sich Strahlungsasymmetrien, die als unangenehm empfunden werden können. Vermeiden lässt sich dies, indem die Deckentemperatur zwischen 18 °C und 28 °C gehalten wird. Die Heizwassertemperatur kann damit im Regelfall bei maximal 32 °C liegen und die Kühlwassertemperatur sollte nicht unter 15 °C absinken.
Die Bauteilaktivierung wird häufig angewandt, um den Effekt der Sonnenstrahlung zu kompensieren, die durch die Glasflächen eines Gebäudes fällt, auf den Fußboden trifft und diesen aufheizt. Zur Abkühlung der Fußbodenflächen können auch wasserführende Rohrleitungen genutzt werden, die entsprechend einer Fußbodenheizung nahe der Oberfläche verlegt werden. Gegenüber diesen hat die Kühlung der gesamten Decke den Vorteil, dass auch die nach unten gerichtete Deckenfläche gekühlt wird und dass dem Kühlsystem zum Ausgleich des solaren Energieeintrags eine geringere Spitzenleistung abverlangt wird.
Da die große Speichermasse der Decke eine schnelle Reaktion auf die tatsächliche solare Einstrahlung verhindert, ist es sinnvoll, die Kühlleistung entsprechend der Wetterprognose für den kommenden Tag zu steuern.
Die zur Raumbeheizung genutzte Bauteilaktivierung hat gegenüber der Fußbodenheizung den Nachteil, dass eine kurzfristige Anpassung an Schwankungen des Heizwärmebedarfs nicht möglich ist und dass sich je nach Aufbau von Decke und Fußboden höhere Temperaturen der Raumdecke ergeben können, die in der Regel unerwünscht sind. Beide Systeme eignen sich nur für Gebäude mit gut gedämmten Außenwänden, da sich sonst durch die an den Außenwänden herabsinkende Kaltluft unangenehme Luftwirbel einstellen können.

### Übertragung
Über seine gesamte Fläche nimmt oder gibt das massive Bauteil die Wärme auf oder ab, je nach Heiz- oder Kühlfall. Aufgrund der vergleichsweise großen Übertragungsfläche können die Systemtemperaturdifferenzen niedrig bleiben. Das heißt, das Medium muss im Heizfall nicht so stark erwärmt werden wie beispielsweise das Wasser der Zentralheizung, deren Heizkörper eine wesentlich kleinere Übertragungsfläche bieten. Aufgrund dieser geringeren Vorlauftemperaturen können zum Heizen z. B. Wärmepumpen effizient eingesetzt werden. Zum Kühlen eignen sich Umweltenergien, wie freie Rückkühlung, Sohlplattenkühlung oder Grundwasserkühlung.

### Speicher
Das massive Bauteil nimmt die Wärme vom Medium oder vom Raum auf, speichert sie und gibt sie zeitversetzt an den Raum oder das Medium weiter. Es kommt also zu einer Phasenverschiebung zwischen Energieerzeugung und -abgabe sowie in der Heizkurve. Die täglichen Lastspitzen werden dadurch „geglättet“, d. h. sie werden abgesenkt und teilweise zu Zeiten verschoben, in denen keine Raumnutzung vorliegt. Im Sommer kann die Nachtabkühlung zur Kühlung des Mediums und zur Entnahme von Wärmeenergie aus dem Bauteil genutzt werden. Tagsüber werden die Räume dann durch Wärmeabfluss in die kalten Wände gekühlt. Die Kühlung erfolgt somit bedarfsgerecht am Tage, wenn sonst die maximale Tagestemperatur zu einer Überhitzung der Räume führen könnte. Die Thermische Bauteilaktivierung ist besonders geeignet für Bürogebäude, in denen die Hauptnutzungszeit mit der Phase der höchsten Außentemperaturen und der maximalen Sonneneinstrahlung zusammenfällt.

## Thermische Bauteilaktivierung im Vergleich mit Flächenheizung und nächtlicher Belüftung
Die thermische Bauteilaktivierung bewirkt eine ebenso großflächige Wärmeabgabe über Strahlung wie eine Flächenheizung. Sie wirkt zugleich als Fußboden- und Deckenheizung und im Winter können die gleichen positiven physiologischen Effekte erreicht werden wie bei einer Wandheizung.
Der Unterschied besteht darin, dass die üblichen Flächenheizsysteme möglichst dicht unter der Bauteiloberfläche verlegt werden, um eine schnelle Aufheizung von Räumen zu ermöglichen, die nicht durchgehend genutzt werden. Dies ist in der Regel bei Wohnräumen der Fall, da diese an Werktagen oft nur morgens und abends genutzt werden.
Die Verlegung der Heiz- und Kühlschlangen im Inneren von Wänden und Decken führt zu einer deutlich verzögerten Wärme- bzw. Kälteabgabe. Die thermische Bauteilaktivierung kann daher nur zur Abdeckung einer Grundlast genutzt werden, die entweder an jedem Tag gleichmäßig auftritt oder im Voraus berechenbar und steuerbar ist. Sie eignet sich so besser für große und kompakte Gebäude, in denen sich die Heiz- und Kühllast der einzelnen Nutzungseinheiten gegenseitig ausgleicht und für Gewerbebauten mit (werk)täglich gleicher Nutzung, als für Einfamilienhäuser, in denen keine gleichmäßige Nutzung vorliegt. Jedoch ist in modernen hochgedämmten Einfamilienhäusern eine schnelle Temperaturänderungen auf Grund der Dämmung gar nicht möglich und so eignet sich auch hier eine solche Bauteilaktivierung.
Die Nutzung der Speichermassen des Gebäudes durch die thermische Bauteilaktivierung ist besonders dann vorteilhaft, wenn im Sommer regelmäßig Kühllasten entstehen. Dann kann die Wärme aus dem Gebäudeinneren nachts an die Außenhaut des Gebäudes geleitet und dort abgeführt werden, damit die abgekühlten Wände und Decken die tagsüber entstehende Wärmelast wieder aufnehmen können. Idealerweise kann auf diese Weise auf den Betrieb von sehr energieintensiven Klimaanlagen verzichtet werden.
Eine einfache Alternative zur Nutzung der nächtlichen Abkühlung wäre es, nachts für eine automatische Durchlüftung des Gebäudes mit kalter Außenluft zu sorgen. Im Vergleich mit der thermischen Bauteilaktivierung kann hierdurch jedoch nicht der ideale gleichmäßige Temperaturverlauf erreicht werden. Die Räume werden morgens immer etwas kälter sein und sich im Laufe des Tages stetig aufwärmen. Zudem kühlen sich Wände und Decke – je nach ihrem Aufbau – durch eine reine nächtliche Belüftung oft nicht in ausreichendem Maße ab, um ihre Speicherwirkung vollständig nutzen zu können.

## Montage
Die Rohre können mit zwei Methoden in das Bauteil gelegt werden:
- Die manuelle Verlegung der Rohre auf eine Trägermatte.
- Die Verlegung von vorgefertigten Rohrmodulen. Diese Variante führt zu einem zügigen Bauablauf.

## Regelung
Die ausgewählte Regelstrategie sollte durch Gebäudesimulationen auf Rentabilität überprüft werden.
Die Regelung der Thermoaktiven Decke erfolgt über den Selbstregeleffekt, wodurch der Aufwand an Regeltechnik erheblich reduziert wird. Massenstrom und Vorlauftemperatur werden in der Art eingestellt, dass die Oberflächentemperatur konstant bei 23 Grad Celsius liegt. Ist die Raumtemperatur höher, so wirkt die Thermoaktive Decke als Kühlung, liegt sie darunter, so gibt die Decke Wärme ab. Da die maximale Kühlleistung von Thermoaktiven Decken bei ca. 40 W/m² liegt, kann sie nur in Verbindung mit Fassaden realisiert werden, die den Strahlungseintrag wirkungsvoll begrenzen.

## Anwendungen
Das erste in der Schweiz ausgeführte Gebäude mit eingelegtem TABS ist das Dow Chemical Gebäude in Herrliberg. Klimatechnische Planung war bei Kurt Hildebrand von der Hochschule Luzern.